# Carl Friedrich Brüsewitz
Carl Friedrich Brüsewitz (* 6. März 1919 in Den Haag; † 19. Oktober 2008 in Zwolle) war ein niederländischer Theologe.
Brüsewitz wurde 1919 im niederländischen Den Haag geboren. Nach dem Studium der Theologie arbeitete Brüsewitz zunächst als mennonitischer Pfarrer im friesischen Balk. Brüsewitz engagierte sich in jener Zeit auch im Widerstand gegen die deutsche Besatzung und saß für mehrere Wochen in einem Konzentrationslager. Nach dem Krieg übernahm Brüsewitz die Pfarrstelle der Mennonitengemeinde in Utrecht, wo er bis 1965 als Prediger wirkte. Anschließend wechselte er zur niederländischen evangelischen Gefängnisseelsorge, die er bis zu seinem Ruhestand 1986 leitete. Neben seiner Arbeit als Prediger und Seelsorger war Brüsewitz auch in der Friedensarbeit aktiv.
Zwischen 1971 und 1979 war Brüsewitz Vorsitzender der Algemene Doopsgezinde Sociëteit und zwischen 1978 und 1984 Vizevorsitzender der Mennonitischen Weltkonferenz. Im Ruhestand wandte er sich kirchenhistorischen Forschungen zu und hatte von 1983 bis 1993 den Vorsitz des Doopsgezinde Historische Kring inne.